# 尤寧縣 (愛荷華州)
尤寧縣（英語：Union County）是美国艾奥瓦州西南部的一個縣，面積1,103平方公里。根據2020年美國人口普查，共有人口12,138人。縣治克里斯頓（Creston）。該縣成立於1851年1月15日，縣名指的是南北战争中的北方。